# Campeonato Mundial de Para-Atletismo de 2017 - 100 metros feminino
As competições de 100 metros feminino no Campeonato Mundial de Para-Atletismo de 2017 foram divididas em algumas categorias conforme o tipo e grau de deficiência das atletas.

## Sumário de medalhistas
| Cat. | Medalha de ouro                    | Medalha de prata                                   | Medalha de bronze                         |
| ---- | ---------------------------------- | -------------------------------------------------- | ----------------------------------------- |
| T11  | Zhou Gouhua Guia: Jia Dengpu       | Esperança Gicaso Guia: Ernesto Nicolau Palanca     | Kewalin Wannaruemon Guia: Panya Makhumjai |
| T12  | Omara Durand Guia: Yuniol Kindelan | Katrin Müller-Rottgardt Guia: Noel-Philippe Fiener | Małgorzata Ignasiak                       |
| T13  | Leilia Adzhametova                 | Ilse Hayes                                         | Kim Crosby                                |
| T34  | Hannah Cockroft                    | Kare Adenegan                                      | Alexa Halko                               |
| T35  | Isis Holt                          | Zhou Xia                                           | Maria Lyle                                |
| T36  | Xi Yiting                          | Yanina Andrea Martínez                             | Jeon Min Jae                              |
| T37  |                                    |                                                    |                                           |
| T38  |                                    |                                                    |                                           |
| T42  | Martina Caironi                    | Monica Graziana Contrafatto                        | Scout Bassett                             |
| T44  | Sophie Kamlish                     | Marlou van Rhijn                                   | Nyoshia Cain                              |
| T47  | Deja Young                         | Alicja Fiodorow                                    | Li Lu                                     |
| T53  |                                    |                                                    |                                           |
| T54  |                                    |                                                    |                                           |

## Categoria T34
A disputa ocorreu em uma final única entre oito atletas, em 14 de julho. Os resultados estão em segundos.
| Pos.              | Atleta          | País           | Resultado | Notas           |
| ----------------- | --------------- | -------------- | --------- | --------------- |
| Medalha de ouro   | Hannah Cockroft | Reino Unido    | 17,18     | Recorde mundial |
| Medalha de prata  | Kare Adenegan   | Reino Unido    | 18,01     |                 |
| Medalha de bronze | Alexa Halko     | Estados Unidos | 18,43     |                 |
| 4                 | Amy Siemons     | Países Baixos  | 18,98     |                 |
| 5                 | Carly Tait      | Reino Unido    | 19,58     |                 |
| 6                 | Desirée Vranken | Países Baixos  | 19,72     |                 |
| 7                 | Haruka Kitaura  | Japão          | 20,15     |                 |
| 8                 | Joyce Lefèvre   | Bélgica        | 22,12     |                 |